# 佐脇村
佐脇村（さわきむら）は、愛知県宝飯郡にかつてあった村。
現在の豊川市（旧・御津町）の一部（御津町上佐脇・御津町下佐脇・御津町佐脇浜など）に該当する。

## 歴史
- 1889年（明治22年）10月1日 - 上佐脇村、下佐脇村、下佐脇新田が合併し、佐脇村が発足。
- 1906年（明治39年）7月1日 - 御津村、御馬村と合併し、御津村が発足。同日佐脇村は廃止。